# Kattehundi, Heggadadevankote
Kattehundi là một làng thuộc tehsil Heggadadevankote, huyện Mysore, bang Karnataka, Ấn Độ.